# Excavarus rufipes
Excavarus rufipes là một loài tò vò trong họ Ichneumonidae.